# Phillips Ridge, British Columbia
Phillips Ridge är en ås i Kanada.   Den ligger i provinsen British Columbia, i den sydvästra delen av landet, 3 700 km väster om huvudstaden Ottawa.
I omgivningarna runt Phillips Ridge växer i huvudsak barrskog. Trakten runt Phillips Ridge är nära nog obefolkad, med mindre än två invånare per kvadratkilometer.